# 애니콜 와이브로 커뮤니케이터
애니콜 와이브로 커뮤니케이터(Anycall WiBro Communicator, SWT-W100K)는 삼성전자에서 2008년 3월 13일에 출시한 포터블 미디어 플레이어이다.